# تاكويا مياموتو (لاعب كرة قدم مواليد 1993)
تاكويا مياموتو (باليابانية: 宮本 拓弥) (مواليد 21 مايو 1993)، هو لاعب كرة قدم ياباني سابق كان يلعب كمهاجم.

## وصلات خارجية
- تاكويا مياموتو (1993) على موقع رابطة كرة القدم اليابانية للمحترفين (اليابانية)
- تاكويا مياموتو (1993) على موقع قاعدة بيانات كرة القدم.إي يو (الإنجليزية)
- تاكويا مياموتو (1993) على موقع Soccerway.com (الإنجليزية)
- تاكويا مياموتو (1993) على موقع عالم كرة القدم.نت (الإنجليزية)